# ديدييه راتسيراكا
ديدييه راتسيراكا (بالفرنسية: Didier Ratsiraka) (و. 1936 – م) هو سياسي، ودبلوماسي من مدغشقر .

## التعليم
تعلم في معهد هنري الرابع.

## روابط خارجية
- ديدييه راتسيراكا على موقع الموسوعة البريطانية (الإنجليزية)
- ديدييه راتسيراكا على موقع مونزينجر (الألمانية)